# Minas Nuevas (Chihuahua)
Minas Nuevas, también llamada Villa Escobedo,— es una población del estado mexicano de Chihuahua, localizada en el municipio de Hidalgo del Parral. Fue un centro minero de importancia, cuyo descenso de actividad lo ha convertido en un pueblo fantasma.

## Historia
El origen del pueblo de Minas Nuevas se da en el año de 1607 cuando fueron descubiertas sus vetas mineras y fundada la población con el nombre de San Diego de Minas Nuevas.
Se desarrolló a lo largo del periodo colonial y tras la independencia de México se convirtió en cabecera municipal del municipio del mismo nombre. En 1910 por decreto le fue modificado el nombre a Villa Escobedo, en honor al héroe de la guerra de intervención francesa, general Mariano Escobedo. Como en numerosos casos similares, este cambio nunca adquirió un arraigo entre la sociedad, que siguió denominando mayoritariamente a la población como Minas Nuevas.
Tras el fin de la Revolución Mexicana, la actividad minera y por tanto la población de Villa Escobedo comenzó a descender, lo que llegó a que un decreto del 18 de julio de 1931 del Congreso de Chihuahua, suprimió el municipio de Villa Escobedo y lo incorporó al de Hidalgo del Parral, como permanece hasta el día de hoy.
En 1995 y en reconocimiento al hecho de que la población nunca dejó de ser conocida como Minas Nuevas, su denominación quedó establecida como Villa Escobedo (Minas Nuevas). En la actualidad Minas Nuevas es una población considerada como un pueblo fantasma, con una población escasa y una prácticamente nula actividad económica.
Tiene el carácter de sección municipal del municipio de Hidalgo del Parral.

## Localización y demografía
Minas Nuevas se encuentra localizado en las coordinadas geográficas 26°59′32″N 105°43′55″O / 26.99222, -105.73194 y a una altitud de 1 877 metros sobre el nivel del mar. Se encuentra a una distancia de 10 kilómetros al noroeste de la ciudad de Hidalgo del Parral con la que se comunica por un carretera de terracería.
De acuerdo a los resultados del Censo de Población y Vivienda de 2010 realizado por el Instituto Nacional de Estadística y Geografía, la población total de Minas Nuevas es de 37 personas, de las que 14 son hombres y 23 son mujeres.